# Abbeydorney
Abbeydorney (irisch Mainistir Ó dTorna, dt.: Kloster des Clans Uí Thorna) ist ein Dorf bzw. eine kleine Landstadt (town) im Norden des irischen County Kerry, neun Kilometer nördlich der County-Hauptstadt Tralee und zehn Kilometer östlich der atlantischen Tralee Bay. Bekannt ist der Ort durch das etwa 500 m nordöstlich des Dorfkerns gelegene ehemalige Zisterzienserkloster Abbeydorney Abbey, das 1154 gegründet wurde und bis 1577 von Mönchen bewohnt war. Im heutigen Ruinengelände befindet sich der Friedhof von Abbeydorney. Die Gemeinde Abbeydorney gehört zur Barony Clanmaurice und zur Civil Parish O’Dorney (irisch ebenfalls Mainistir Ó dTorna). Abbeydorney bildet auch einen Wahlkreis (Electoral Division).

## Lage
Das Gebiet um Abbeydorney wird durch den Fluss Shanow (An tSeanabha) entwässert, der über den Fluss Brick (An Bhruic) zum River Feale fließt und schließlich in den Ästuar des Shannon mündet.
Die nächsten Nachbargemeinden sind Causeway im Norden, Lixnaw im Nordosten, Kilflynn im Osten, Tralee im Süden, Ardfert im Südwesten und Westen sowie Kilmoyly und Ballyheigue im Nordwesten.
Mit 528 Einwohnern (Volkszählung 2022) ist Abbeydorney die größte Siedlung im Umkreis von 20 Kilometern in einer sehr ländlich geprägten Umgebung mit zahlreichen weit voneinander entfernten einzeln stehenden Häusern und Bauernhöfen, die sich hauptsächlich mit Milchviehhaltung und Grünlandwirtschaft beschäftigen. Zum Wahlkreis (Electoral Division) Abbeydorney gehören folgende Townlands
| Aulanebanr () Aulaneduff () Ballyshirn () Boherroe (An Bóthar Rua) Cloonametagh (Cluain na mBiatach) Dromcunnig (Drom Connaidh) | Farran (An Fearann) Fortwilliam (Clochán Ruairc) Knockaunmore (An Cnocán Mór) Knockbrack West () Knocknacaska (Cnoc na Cásca) Lackabeg (An Leaca Bheag) | Lackamore (An Leaca Mhór) Lissireen () Milltown (Baile an Mhuilinn) Montanagay (Móinteán na nGé) Parkmore () Rea () Tooreen () |

## Geschichte
Im Mittelalter bildete sich nahe dem Kloster allmählich eine Siedlung heraus, deren Kern die Kreuzung der Straßen von Tralee nach Ballybunion (R 556) und von Ardfert nach Listowel (R 557) ist.
Im Jahr 1920, während des Unabhängigkeitskrieges, wurden die Molkerei des Dorfes und eine Reihe von Häusern bei einem Vergeltungsangriff von RIC-Hilfskräften und Black and Tans bis auf die Grundmauern niedergebrannt.
Ab 1880 hatte Abbeydorney einen Bahnhof an der Strecke von Tralee über Listowel nach Limerick. Der Personenverkehr wurde 1963 eingestellt, obwohl die Strecke durch Abbeydorney noch eine Weile von Güterzügen genutzt wurde, bevor die Strecke nach Listowel 1977 und dann nach Tralee 1978 endgültig geschlossen wurde. Der Bahnhof wurde 1978 geschlossen.
Zwischen 1949 und 1952 bekam Abbeydorney die ersten Stromanschlüsse, was anfangs von vielen Bewohnern abgelehnt wurde, weil man die Kosten fürchtete.
Abbeydorney nimmt heute für die Umgebung wichtige Versorgungs- und Dienstleistungsaufgaben wahr. So gibt es hier neben der Kirche Saint Brendan’s und der Schule (Abbeydorney National School) eine Poststelle, eine Tankstelle mit angeschlossenen Supermarkt, Pflegeeinrichtungen für Senioren und zwei Gaststätten.

## Einwohnerentwicklung
| Jahr      | 1996 | 2002 | 2006 | 2011 | 2016 | 2022 |
| Einwohner | 159  | 218  | 244  | 412  | 418  | 528  |
| Quelle:   |      |      |      |      |      |      |

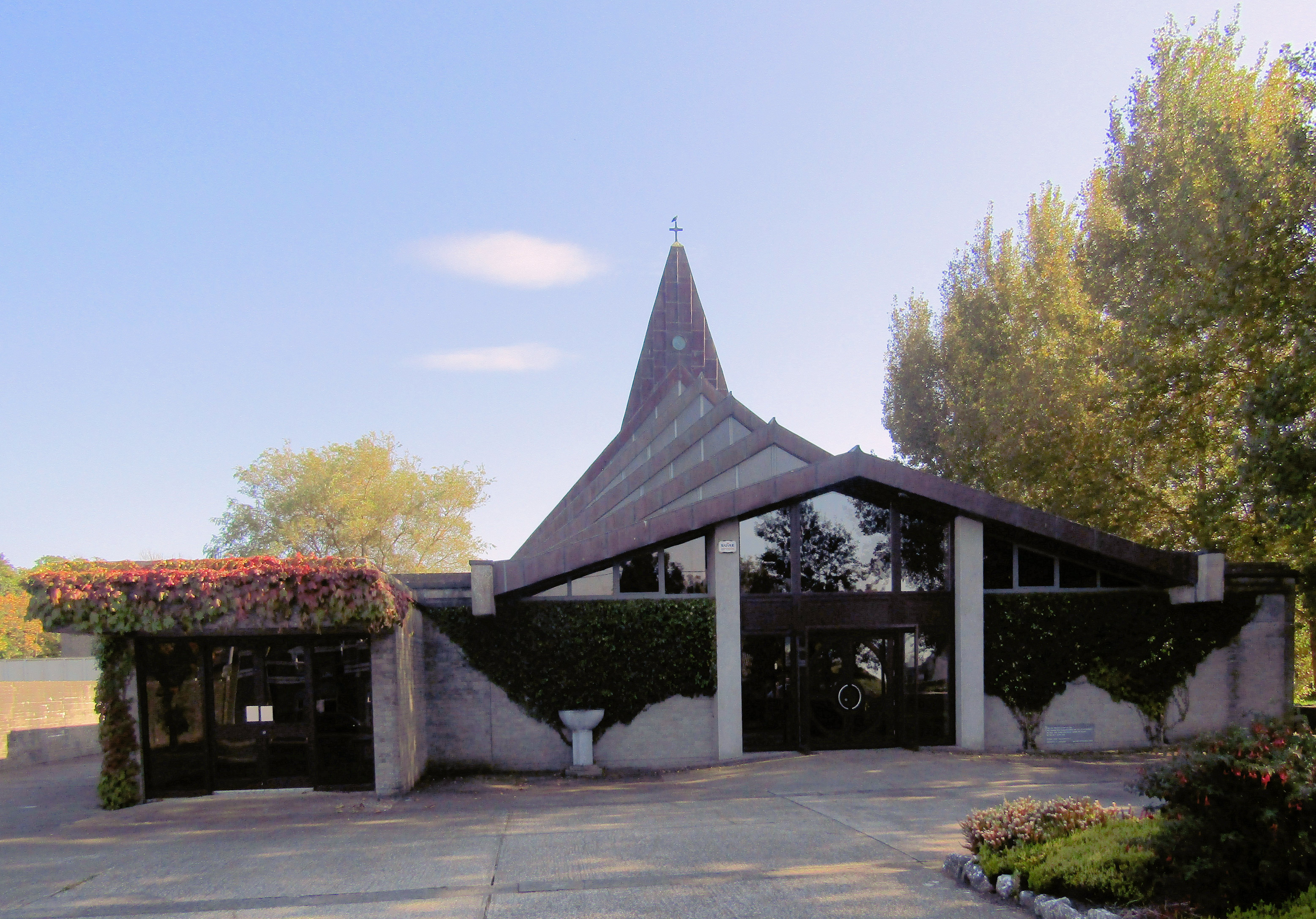
Kirche Saint Brendan’s
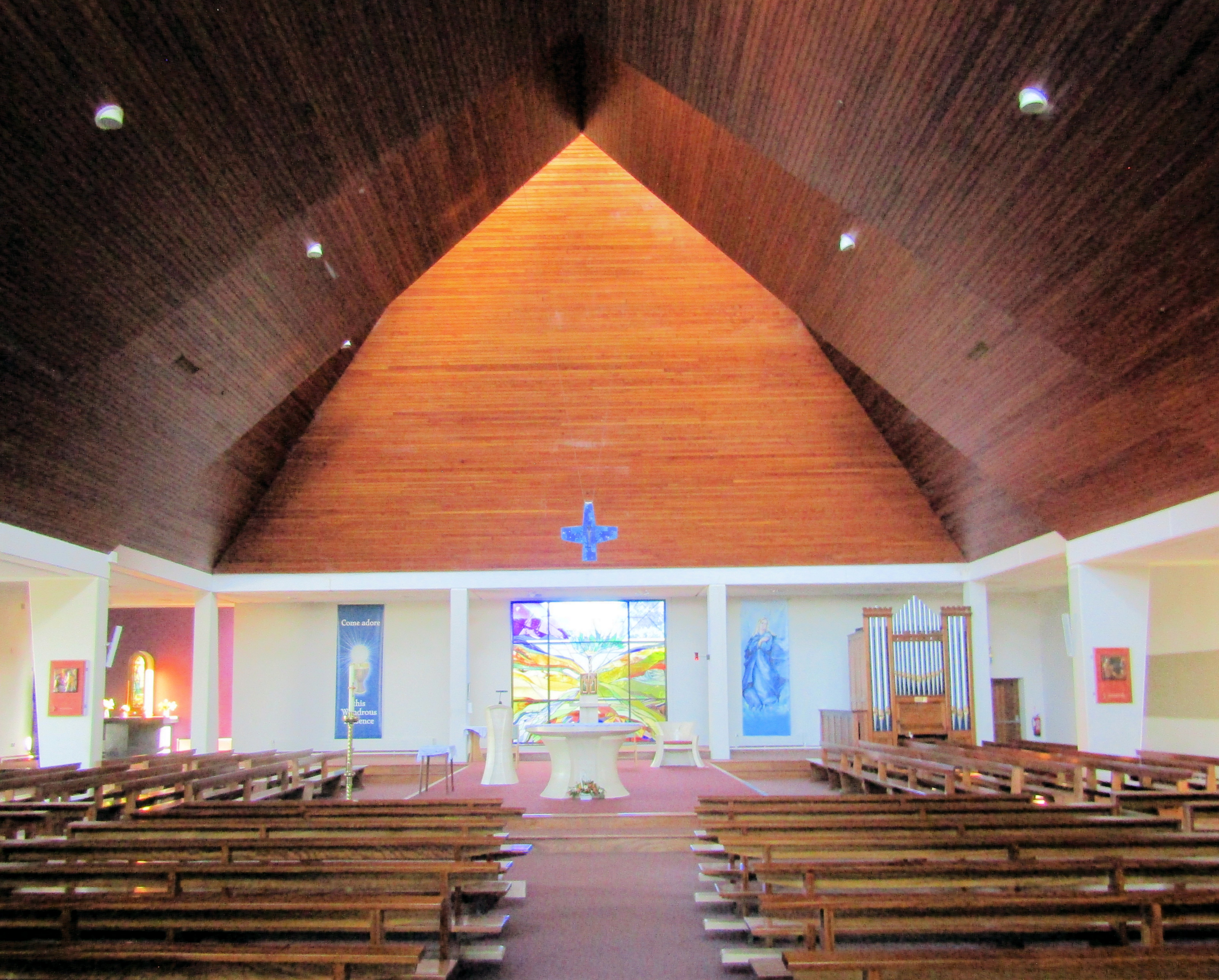
Innenansicht der Kirche
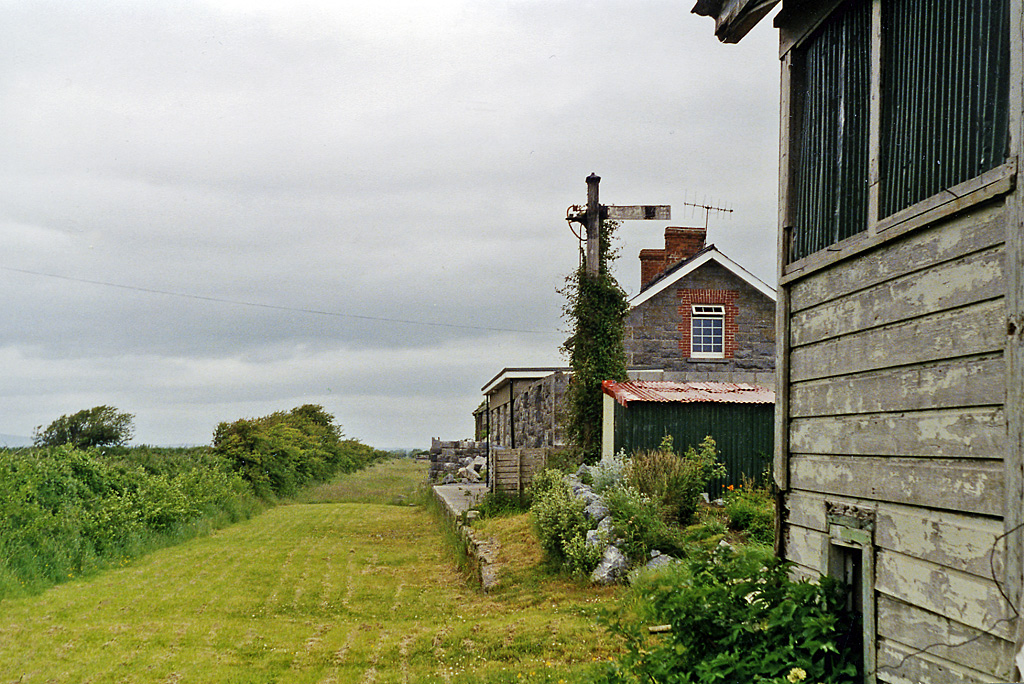
Ehemaliger Bahnhof

## Belege
1. 1 2 3  Abbeydorney auf citypopulation.de, abgerufen am 24. Dezember 2023
2. ↑  Townlands auf www.townlands.ie (englisch)
3. ↑  „The Sack of Balbriggan and British reprisals in Ireland in Autumn 1920“ in „The Irish Story“ von John Dorney (englisch)
4. ↑  „When Abbeydorney saw the light“ von Tom Shanahan (englisch)